# Strada statale 279 Silana di Rose
La ex strada statale 279 Silana di Rose (SS 279), ora strada provinciale 247 ex SS 279 Rose (SP 247), è una strada provinciale italiana, il cui percorso si snoda in Calabria.

## Percorso
L'arteria ha inizio a Montalto Stazione, frazione di Montalto Uffugo, distaccandosi dalla ex strada statale 19 delle Calabrie. Il tracciato supera il fiume Crati e raggiunge Rose, proseguendo nel suo addentramento nella Sila.
Dopo pochi chilometri è presente l'innesto della ex strada statale 559 di Luzzi, poco prima di raggiungere il varco di San Mauro (1.187 m s.l.m.). Il tracciato devia quindi in direzione sud fino ad incrociare la ex strada statale 648 del Valico di Monte Scuro nei pressi di Moccone e terminare infine il proprio percorso ad un quadrivio con la ex strada statale 279 di Monte Curcio e con due rampe di accesso alla strada statale 107 Silana Crotonese.
In seguito al decreto legislativo n. 112 del 1998, dal 2002 la gestione è passata dall'ANAS alla Regione Calabria, che ha provveduto al trasferimento dell'infrastruttura al demanio della Provincia di Cosenza.

## Strada Provinciale 249 (ex SS 279 dir) di Monte Curcio
La ex strada statale 279 dir di Monte Curcio (SS 279 dir), ora strada provinciale 249 ex SS 279 dir Monte Curcio (SP 249), è una strada provinciale italiana, il cui percorso si snoda in Calabria.
Si tratta della prosecuzione della strada statale 279 Silana di Rose che, dopo lo svincolo della strada statale 107 Silana Crotonese dove termina, prosegue verso il monte Curcio, terminando il proprio percorso nella frazione di Camigliatello Silano, dove si innesta sulla ex strada statale 648 del Valico di Monte Scuro.
In seguito al decreto legislativo n. 112 del 1998, dal 2002 la gestione è passata dall'ANAS alla Regione Calabria, che ha provveduto al trasferimento dell'infrastruttura al demanio della Provincia di Cosenza.